# Emily Silver

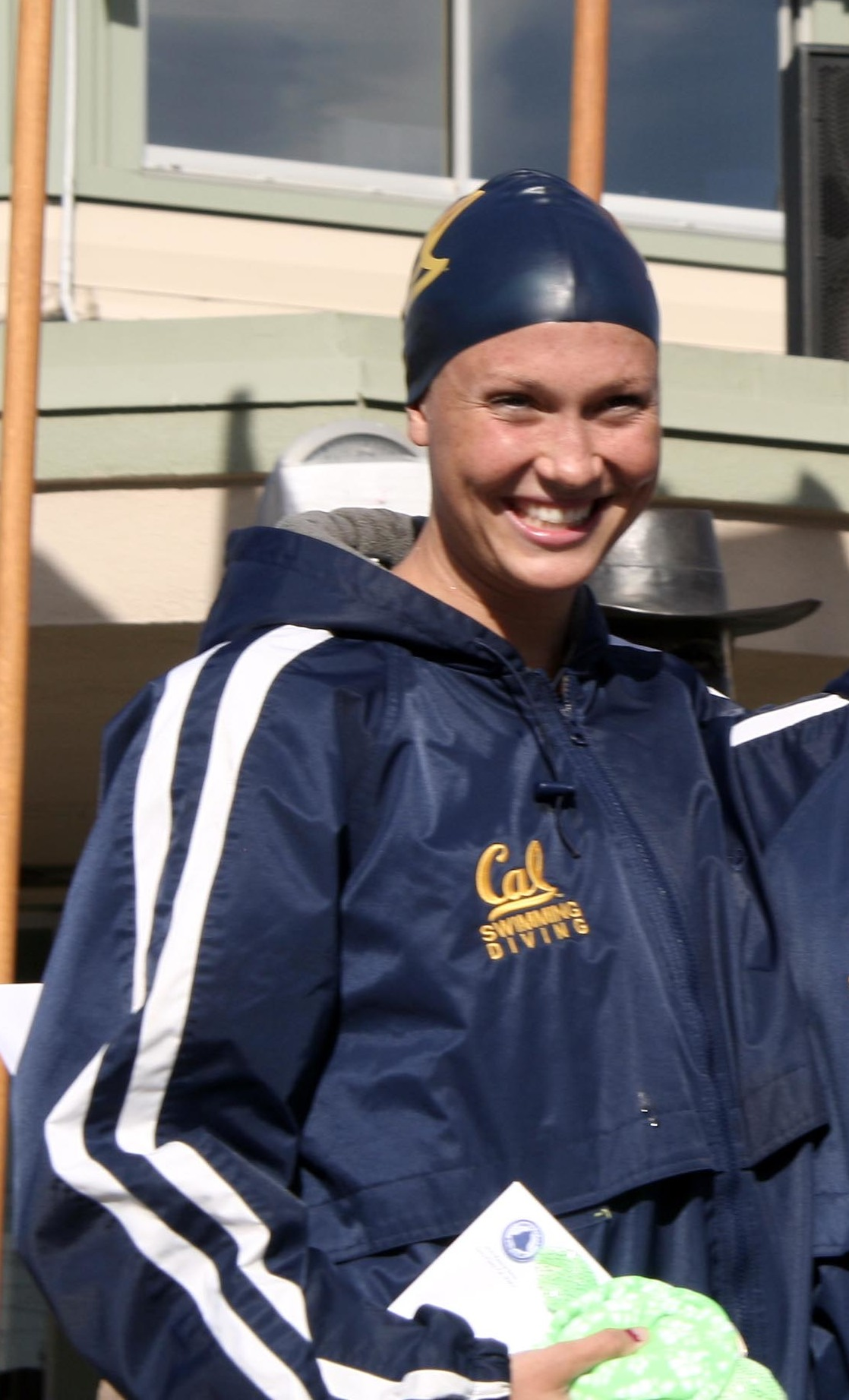
Emily Silver

Emily Silver (nacida el 9 de octubre de 1985 en St. Petersburg, Florida) es  una nadadora estadounidense. Silver fue parte del equipo de natación que ganó una medalla de oro en  4 x 100 m estilo libre en los Juegos Olímpicos de Pekín 2008, después de nadar en los heats.